# Az-Zahirijja Azaz
Az-Zahirijja Azaz (arab. الظاهرية أعزاز) – wieś w Syrii, w muhafazie Aleppo. W 2004 roku liczyła 194 mieszkańców.